# Leaving
Leaving es el sexto EP del productor estadounidense de música electrónica Skrillex, y fue lanzado el 3 de enero de 2013, exclusivamente para los usuarios del sello exclusivo The Nest, perteneciente a OWSLA. Las tres canciones se subieron al canal oficial de Youtube al día siguiente. El estilo varía bastante de sus anteriores canciones, explorando un estilo más experimental y relajado.

## Composición
La canción "Scary Bolly Dub" fue anteriormente tocada en vivo y circulaba en internet casi un año antes de su lanzamiento oficial. La canción contiene samples de "Scary Monsters And Nice Sprites" y "Fucking Die 1". En un mensaje personal que dio Sonny a los miembros de The Nest dijo que uso esta canción "más como una DJ Tool, pero quiero que la tengan chicos". El título de la canción lo creó Sonny en su habitación de un hotel de México.
La canción "The Reason" fue finalizada una hora antes de que Sonny la publicara oficialmente en su cuarto de hotel de Miami. Esta canción recibió mucha atención en Australia y fue donde más estuvo "al aire" en las radios, especialmente en Triple J. 
Para la canción "Leaving" nos encontramos con una canción completamente future garage. Una canción relajada, con cortes variados e incluso tiene ese "toque Skrillex" en las voces, al tener cortes entre ellas. En cuanto al estilo musical, sería considerado algo más profundo, probablemente de estilo electrónica, y no tan dubstep o electro house como sus anteriores trabajos.

## Listado de canciones
| N.º | Título            | Duración |  |
| 1.  | «The Reason»      | 4:22     |  |
| 2.  | «Scary Bolly Dub» | 3:48     |  |
| 3.  | «Leaving»         | 4:51     |  |